# Sigfrid Siwertz
Per Sigfrid Siwertz, né le 24 janvier 1882 à Stockholm, mort le 26 novembre 1970, est un écrivain, poète et dramaturge suédois.
Il occupe le siège nº 4 de l'Académie suédoise de 1932 à sa mort. 

## Vie et œuvre
Sigfrid Siwertz obtient une licence de lettres à l'université d'Uppsala, où il se lie d'amitié avec notamment le futur adjoint au maire de Stockholm Yngve Larsson. Il poursuit ensuite ses études à Paris. C'est là qu'il subit l'influence d'écrivains qui, à l'instar d'Henri Bergson, ont mis en place une démarche littéraire axée sur la volonté. La liberté, le courage et la détermination occupent une place de choix dans ses écrits, faisant de son œuvre une expérience vaste et enrichissante.
Ses livres les plus célèbres sont Selambs (1920), une chronique familiale sur cinq frères et sœurs dévorés par l'appât du gain, et Mälarpirater (1911), les aventures de trois jeunes garçons qui, s'emparant d'un voilier, mettent le cap sur le lac Mälaren. Ce dernier roman fait l'objet de trois adaptations cinématographiques en 1923, 1959 et 1987.
Siwertz est aussi l'auteur de poèmes, pièces de théâtre et récits de voyages. Élevé dans la petite bourgeoisie d'affaires, il s'attarde volontiers sur les revers de l'avidité capitaliste. Au sein de l'opinion conservatrice de l'époque, il est l'une des rares voix à s'opposer au capitalisme à l'américaine et à la société de consommation.
En 1998, le journaliste P.J. Anders Linder écrit, dans sa préface à la réédition du roman Jonas och draken (1928), que la description faite par Siwertz de la société médiatique est toujours d'actualité : « burnout, monotonie du  quotidien, nécessité de suivre le courant, de se tenir à jour sur mille et un domaines, et de toujours rester productif ».

## Prix et récompenses
- Grand prix des Neuf (1927)
- Prix Bellman (1946)